# Mouvaux
Mouvaux ist eine französische Gemeinde mit 13.239 Einwohnern (Stand 1. Januar 2022) nahe der belgischen Grenze im Département Nord in der Region Hauts-de-France. Die nächsten größeren Städte sind Tourcoing im Norden, Roubaix im Südosten und Lille im Südwesten.

## Geografie
Die Stadt Mouvaux liegt in der dicht besiedelten Agglomeration Métropole Européenne de Lille, zehn Kilometer nordöstlich der Innenstadt von Lille und direkt an die Großstädte Roubaix und Tourcoing angrenzend. Durch das Stadtgebiet führt die Autoroute A22.

## Bevölkerungsentwicklung
| Jahr                       | 1962   | 1968   | 1975   | 1982   | 1990   | 1999   | 2011   | 2020   |
| Einwohner                  | 11.140 | 11.247 | 10.724 | 12.631 | 13.566 | 13.177 | 13.477 | 13.020 |
| Quellen: Cassini und INSEE |        |        |        |        |        |        |        |        |

## Sehenswürdigkeiten

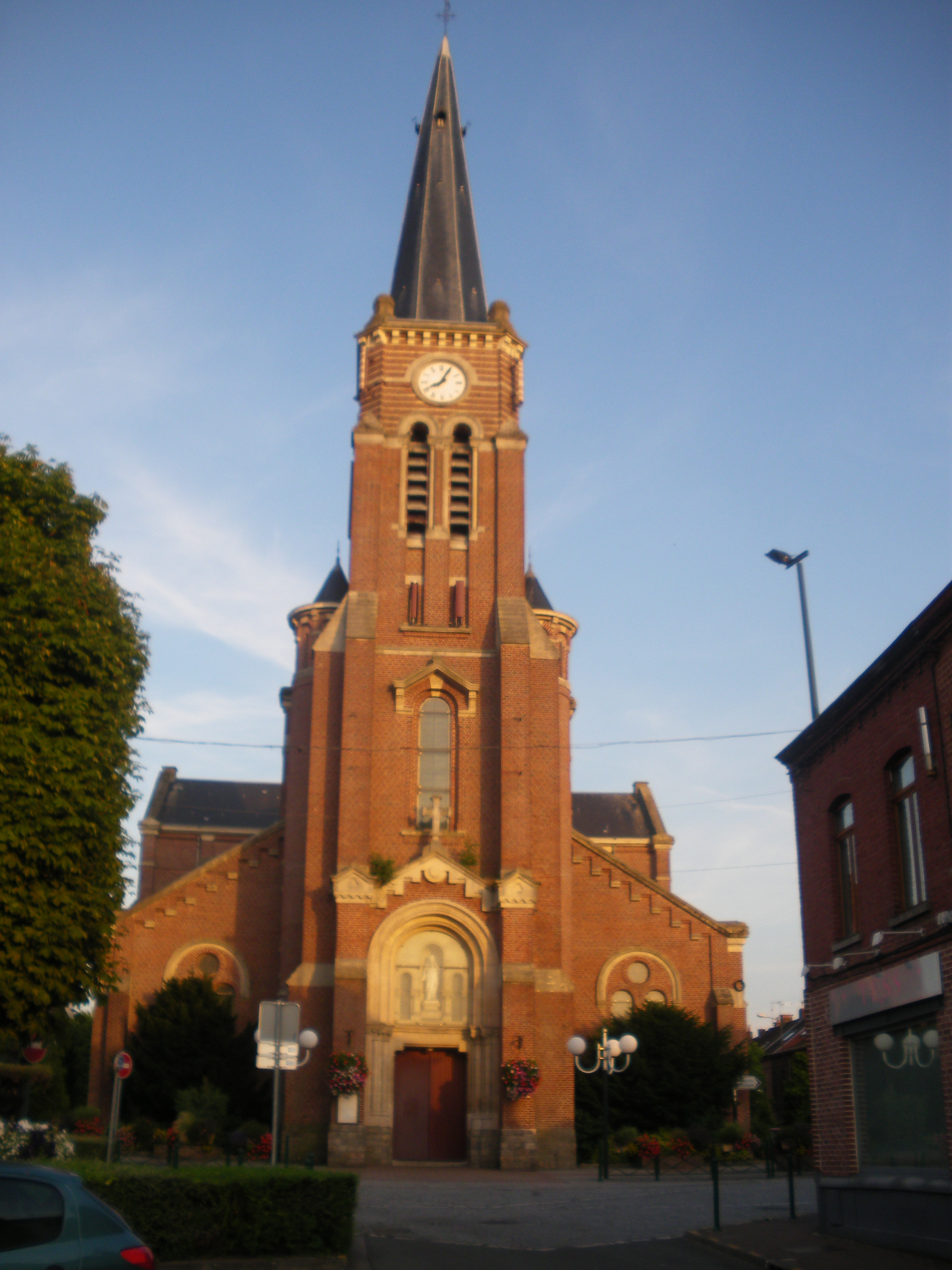
Kirche Saint-Germain
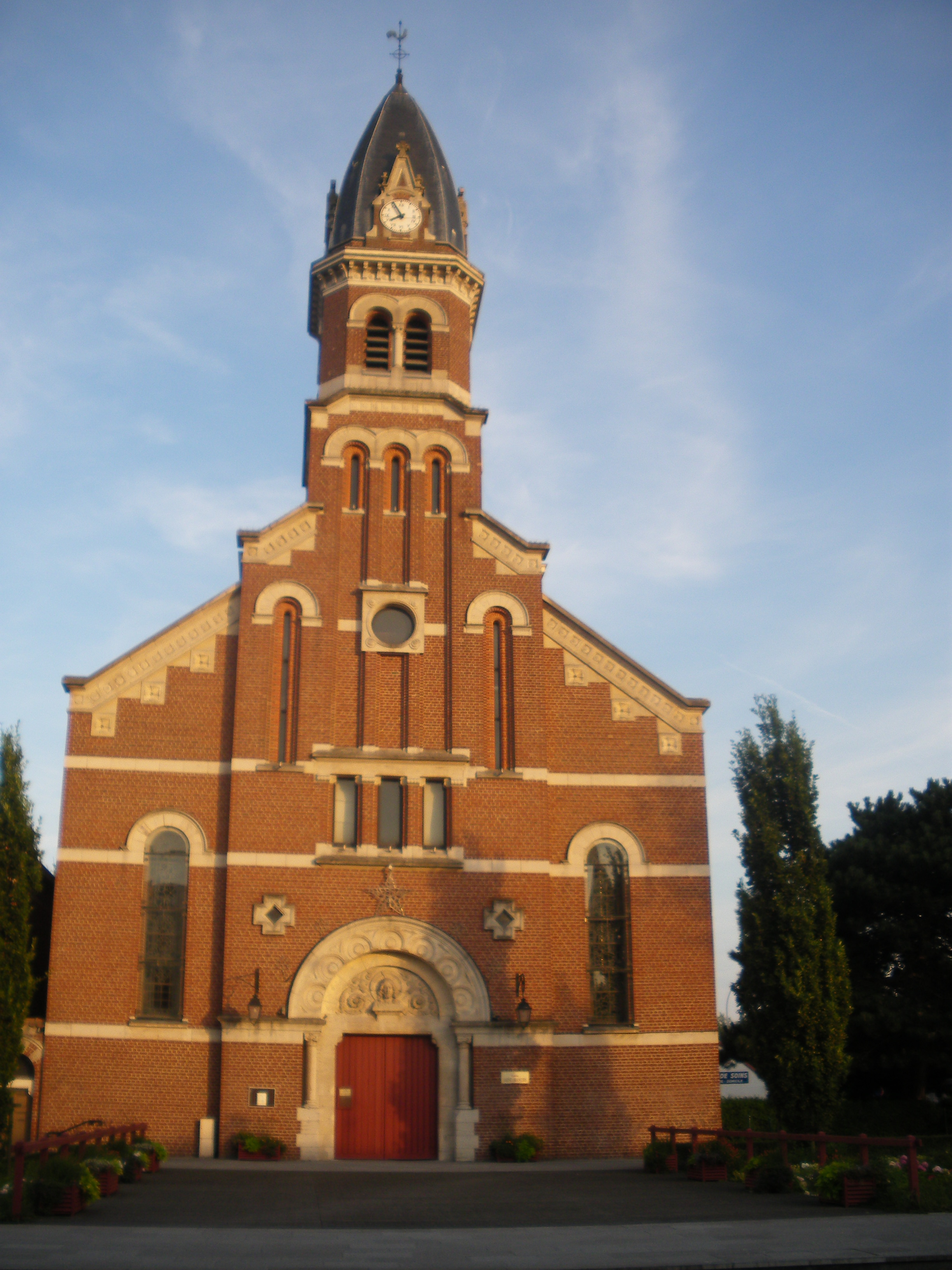
Kirche Saint-François
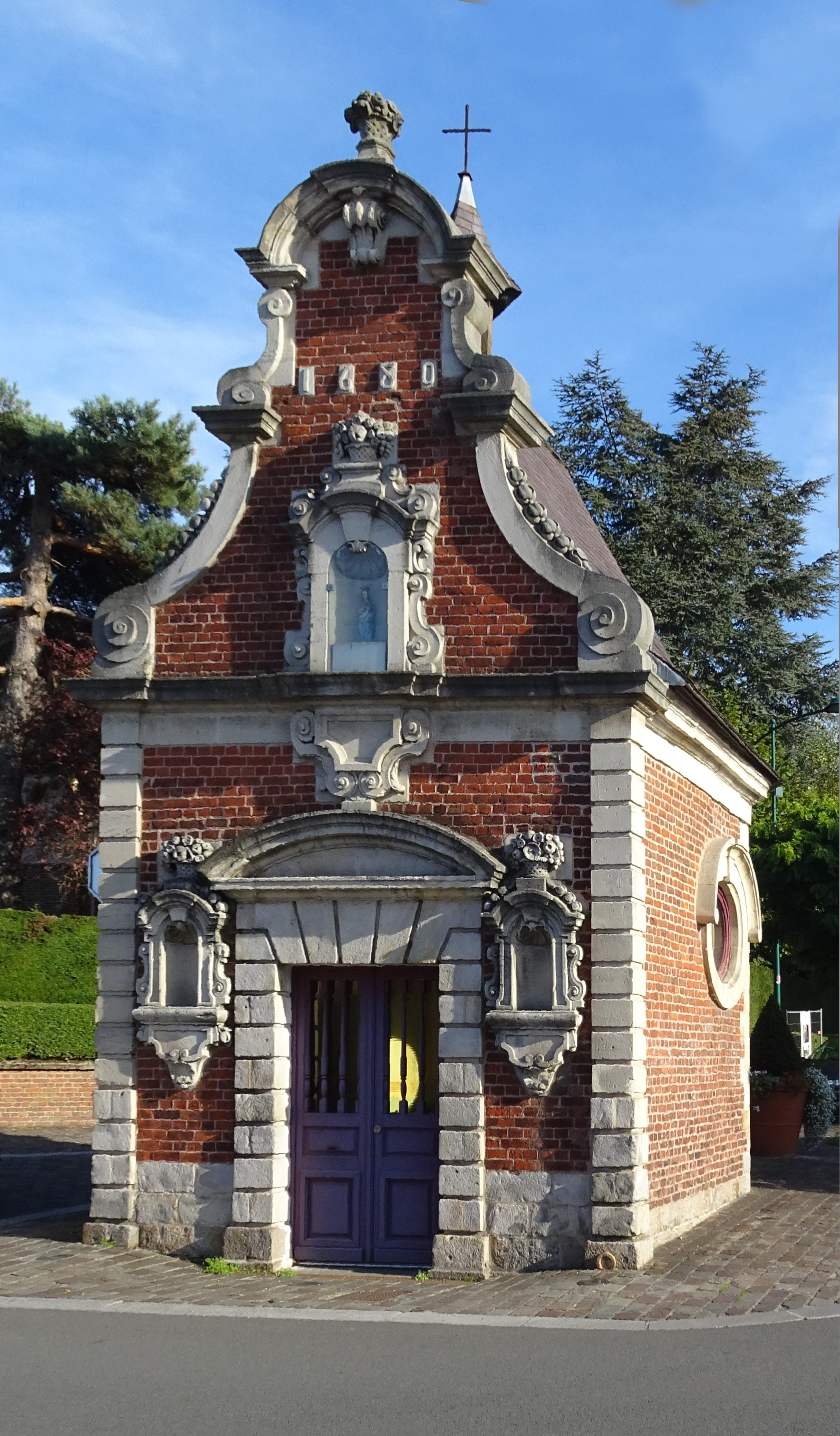
Kapelle Notre-Dame-des-Malades

- Kirche Saint-Germain
- Kirche Saint-François
- Kapelle Notre-Dame-des-Malades

## Städtepartnerschaften
Mouvaux unterhält Städtepartnerschaften mit Halle (Belgien), Buckingham (Vereinigtes Königreich) und Neukirchen-Vluyn (Deutschland).

## Persönlichkeiten
- Jean-François Motte (1913–2001), katholischer Ordensgeistlicher, Weihbischof in Cambrai